# Chris Norman
Chris Norman (született: Christopher Ward Norman, Redcar, 1950. október 25.) brit zenész és dalszerző, a Smokie együttes énekese.

## Életrajz
Első gitárját hétéves korában kapta, nagy hatással voltak rá Elvis Presley, Little Richard és Lonnie Donegan. 12 éves korában találkozott Alan Silsonnal és Terry Uttley-val, akik a későbbi Smokie tagjai lettek. Együttest alapítottak "The Yen" néven, mely nemsokára "Essence" és "Long Side Down" néven működött tovább, majd "The Elizabethans"-ra változtatták nevüket. 1973-tól Smokey néven futottak, amit Smokey Robinson kérésére a megkülönböztetés végett Smokie-ra cseréltek. A Smokie Chris Norman közreműködésével 1975 és 1982 között több mint 50 arany-, ezüst- és platinalemezt adott ki. 
1978-ban jelent meg Suzi Quatro-val közös dala a Stumblin' In, mely első szóló sikere volt. Az 1980-as évek elejétől egyre gyakrabban foglalkozott dalszerzéssel. 1986-ban átütő sikert aratott Midnight Lady című száma, melynek szerzője Dieter Bohlen volt; csak Németországban 900 000 példány fogyott belőle.
Az Isle of Man nevű szigeten él a családjával. Felesége Linda Norman, öt gyermekük született. Balesetben elveszítették legidősebb fiukat, a 33 éves Briant.

## Diszkográfia

### Albumok
- 2011: Time Traveller
- 2009: Chris Norman The Hits!
- 2009: The Hits! From His Smokie And Solo Years (dupla CD DVD-vel)
- 2007: Close up
- 2007: Siggi Schwarz and the Legends – Soul Classics
- 2006: Coming Home (UK)
- 2006: Million Miles
- 2005: One Acoustic Evening – DVD (Live At The Private Music Club/Live In Vienna)
- 2005: One Acoustic Evening – CD (Live At The Private Music Club/Live In Vienna)
- 2004: Break Away
- 2004: The Very Best of Chris Norman, Part I SAMPLER
- 2004: The Very Best of Chris Norman, Part II SAMPLER
- 2003: Handmade
- 2001: Breathe Me In
- 2000: Love Songs SAMPLER
- 1999: Full Circle
- 1997: Christmas Together
- 1997: Into the Night
- 1995: Reflections
- 1995: Every Little Thing
- 1994: Screaming Love Album
- 1994: The Album
- 1993: Jealous Heart
- 1992: The Growing Years
- 1991: The Interchange
- 1989: Break the Ice
- 1987: Different Shades
- 1986: Some Hearts Are Diamonds
- 1982: Rock Away Your Teardrops

### Kislemezek
- 2009: Endless Night
- 2006: Without Your Love [UK]
- 2004: Too Much /Without Your Love
- 2004: Breathless
- 2004: Amazing
- 2004: Only You
- 2003: Keep Talking
- 2002: Ich mache meine Augen zu
- 2000: Mexican Girl
- 1999: Oh Carol
- 1997: Baby I Miss You
- 1997: Into the Night
- 1996: Under Your Spell
- 1996: Reflections of My Life
- 1996: Fearless Hearts
- 1995: Red Hot Screaming Love [UK] [D]
- 1995: Goodbye Lady Blue
- 1995: Obsession
- 1994: Wild Wild Angel
- 1994: As Good as It Gets
- 1994: I Need Your Love
- 1993: Goodbye Lady Blue
- 1993: Come Together
- 1993: Jealous Heart
- 1993: Growing Years
- 1992: I Need Your Love
- 1991: If You Need My Love Tonight
- 1989: Back Again
- 1989: Keep the Candle Burning
- 1988: Ordinary Heart
- 1988: I Want to Be Needed
- 1988: Broken Heroes
- 1988: Wings of Love
- 1987: No Arms Can Ever Hold You
- 1987: Sarah
- 1986: Midnight Lady
- 1986: Some Hearts Are Diamonds
- 1984: My Girl and Me
- 1983: Love Is a Battlefield
- 1982: Hey Baby
- 1978: Stumblin' In

## Külső hivatkozások
- Honlapja